# Exocentrus laterifuscus
Exocentrus laterifuscus là một loài bọ cánh cứng trong họ Cerambycidae.